# Luís de Brito e Meneses
Luís de Brito e Meneses, OSA (cerca de 1570 — Cochim, 29 de julho de 1629) foi um religioso português.

## Biografia
D. Frei Luís de Brito e Meneses foi Bispo de São Tomé de Meliapor, de 1615 a 1628, quando se tornou o 43.º Governador da Índia. Neste período, foi Bispo de Cochim até sua morte.